# Aeroportul Portsmouth at Pease
Aeroportul Portsmouth at Pease (IATA: PSM, ICAO: KPSM, FAA LID: PSM) este un aeroport din New Hampshire, Statele Unite ale Americii ce deservește zona Portsmouth⁠(d). Aeroportul a fost tranzitat în 2019 de 233.806 pasageri. A fost numit după zona deservită.
Situat la o altitudine de 30 m, aeroportul dispune de 1 pistă.

## Infrastructură

### Piste
Aeroportul dispune de o singură pistă. Pista 16/34 are dimensiunile 11.321 picioare × 150 picioare. 